# Profilneurose
Eine Profilneurose (linguistisch ein Kofferwort aus „Profil“ [im Sinne von Persönlichkeitsprofil] und „Neurose“) ist die zwanghafte Angst, in der Wahrnehmung anderer Personen (Kollegen, Vorgesetzte, Familienmitglieder, Freunde etc.) zu wenig zu gelten und nicht die Aufmerksamkeit oder Anerkennung zu bekommen, die man vermeintlich verdient. Die Profilneurose beschreibt somit einen krankhaften psychologischen Zustand beim Menschen, welcher darauf ausgerichtet ist, das eigene übersteigerte Streben nach Aufmerksamkeit (Geltungssucht) zu stillen. Insbesondere im Berufsleben zeigen sich Profilneurotiker besonders häufig, sind jedoch auch im Privatleben anzutreffen. Es sind dort Menschen, welche um jeden Preis  Beachtung, Bewunderung, Lob und Bestätigung erhalten wollen.
Der Begriff „Profilneurose“ stammt dabei aus der Umgangssprache und ist kein medizinisch verwendeter Fachbegriff, jedoch besitzt er inhaltliche Nähe zum sogenannten „Narzissmus“ als Charaktereigenschaft sowie zur narzisstischen Persönlichkeitsstörung als Krankheitsbild.

## Charakteristik
Der krankhaft übersteigerte Wunsch nach Aufmerksamkeit kann auf verschiedene Weise auftreten:
- Nutzung von Betonung und Übertreibung
  - Menschen mit Profilneurose müssen immer wieder hervorheben, wie gut sie sind und welche herausragende Leistungen sie regelmäßig vollbringen und vollbracht haben. Bei jeder Gelegenheit erzählen und zeigen sie, mehr oder weniger offensichtlich, was sie in ihrem Leben gemacht und geschafft haben. Ziel ist dabei immer, dass andere Menschen sie dafür bewundern. Um Aufmerksamkeit zu bekommen, übertreiben Profilneurotiker gerne. Alles ist mit einem Superlativ versehen. Es ist „außergewöhnlich“, „extrem“, „unglaublich“ etc. Profilneurotiker haben nicht einfach eine Aufgabe erfüllt, sondern schier unlösbare Probleme gemeistert und dabei bspw. Rekordumsätze erzielt oder nahezu unmögliche Aufgaben gemeistert. Teilweise wird diese Selbstinszenierung bei geschickten Profilneurotikern hinter einer vorgespielten, aber bewusst durchlässig gemachten Fassade aus Bescheidenheit gehüllt.

- Suche nach Herausforderung
  - Profilneurotiker wollen sich beweisen und suchen sich deshalb immer wieder Herausforderungen. Mit dem Erfolg wollen sie sich anschließend profilieren. Viele der Herausforderungen sind aber eher kleine Hürden, die anschließend zu „mehr“ gemacht werden.

- Anwendung von Lüge / Kriminalität / Antisozialverhalten
  - Ein Profilneurotiker schreckt auch vor Lügen nicht zurück. Es wird erzählt, was nötig ist, um von anderen Menschen beachtet und bewundert zu werden. Manchmal steckt dahinter noch ein Funken Wahrheit, welcher bewusst überhöht wird, oft sind es aber auch komplette Märchengeschichten. In schlimmen Fällen werden Menschen mit ausgeprägter Profilneurose sogar kriminell und neigen zu Betrug oder Mobbing, um etwa repräsentative materielle Ziele zu erreichen oder erfolgreiche Mitbewerber und Konkurrenten zu übertrumpfen.

- Im Rampenlicht stehen
  - Wer eine Profilneurose hat, will im Rampenlicht stehen. Man findet Profilneurotiker daher auch in sog. „Trash-TV-Formaten“ oder aber in exponierten beruflichen/sozialen/persönlichen Positionen, welche Prestige versprechen.

- Entwicklung eines Geltungskonsums
  - Profilneurotiker haben oftmals den Drang, durch auffälligen oder üppigen Konsum sowie die Art der Lebensführung als besonders „großartig“ wahrgenommen zu werden (etwa durch zur Schau gestellten Materialismus). Insbesondere die sozialen Medien sind bei der jüngeren Generation eine reichweitenstarke Plattform hierfür.

- Ausprägung von Streit- und Konkurrenzsucht
  - Profilneurotiker ertragen Konkurrenten und Kritik besonders schlecht. Mitmenschen im beruflichen, privaten und familiären Umfeld werden als Konkurrenten und Rivalen wahrgenommen, da diese die für das eigene Ego so dringend benötigte alleinige Aufmerksamkeit abschöpfen. Auf negative Kritik reagiert das Ego des Profilneurotikers besonders heftig, da es dem (übersteigerten) positive Selbstbild entgegenarbeitet und Minderwertigkeitsgefühle verstärkt.

## Ursachen
Der Psychologe Alfred Adler erkläre Profilneurosen als eine Überkompensation von Minderwertigkeitsgefühlen. Profilneurotiker haben daher im Grunde ein geringes Selbstwertgefühl (Minderwertigkeitskomplex) und wollen dies durch ihre Geltungssucht ausgleichen. Es wird ein Pseudo-Selbstbewusstsein aufgebaut, um Selbstzweifel zu verhindern und ein positives Selbstbild zu schaffen, das aber nicht der Wahrheit entspricht.
Profilneurosen können bereits im frühen Kindesalter entstehen. So können etwa Geschwisterkinder – entweder einseitig oder gegenseitig – Rivalitäten um die Aufmerksamkeit der Eltern entwickeln. Von Bedeutung ist hier das sogenannten „Entthronungstrauma“, das die Erstgeborenen erleben, wenn jüngere Geschwister auf die Welt kommen. Es konnte beobachtet werden, dass innerhalb der Familie Geschwister „nach Bedeutung strebend“ und die Geburtsreihenfolge und Geschwisterkonstellation, neben der Persönlichkeit eines Kindes, sodann wichtige Aspekte der Persönlichkeitsentwicklung darstellen. Das Gefühl, ersetzt oder verdrängt zu werden, ist oft der Grund für die Eifersucht, Aggressivität und Intriganz der älteren Geschwister gegen die jüngeren Geschwister und führt in schweren unaufgearbeiteten Fällen zu lebenslanger Persönlichkeitsstörung durch Profilneurose, welche letztendlich die Geschwisterbeziehung und Familienbande nachhaltig belasten und sogar zerstören kann.

## Trivia
Ein aus der Antike überliefertes Beispiel für Profilneurose berichtet von Herostratos, der den Tempel der Artemis in Ephesos (eins der sieben Weltwunder) zerstörte, um Berühmtheit zu erlangen.